# Brian Battistone
Brian Battistone (* 10. August 1979 in Santa Barbara, Kalifornien) ist ein ehemaliger US-amerikanischer Tennisspieler.

## Leben und Karriere
Brian Battistone begann im Jahr 1997 an den Qualifikationsrunden für Satellite- und Future-Turniere teilzunehmen. Als Einzelspieler dauerte es bis zum Jahr 2001, dass er erstmals in einem Hauptfeld antreten konnte. Im Doppel konnte er 1999 erste Matches gewinnen, zumeist an der Seite seines Bruders Dann. Ende 2003 beendete Battistone seine Tenniskarriere vorerst, und war zwei Jahre lang mit seinem Bruder in Brasilien als mormonischer Missionar tätig. Bis zu diesem Zeitpunkt waren seine besten Platzierungen in der Tennisweltrangliste Rang 1322 im Einzel und Rang 1023 im Doppel.
Im Jahr 2007 unternahm er mit größerem Erfolg einen zweiten Versuch als Tennisspieler: Im Mai 2007 konnte er erstmals ein Einzelmatch bei einem Future-Turnier gewinnen. Im Doppel erreichte er Anfang Oktober 2007 zusammen mit seinem Bruder erstmals ein Future-Finale. Drei Wochen später konnten sie ihren ersten Future-Titel feiern.
Im Frühjahr 2008 folgten zwei weitere Future-Finals im Doppel und zudem erste Matchgewinne auf der ATP Challenger Tour. Im Juli 2008 bekamen die Brüder für das ATP-Turnier von Newport eine Wildcard, sie verloren in zwei knappen Sätzen gegen Rik De Voest und Ashley Fisher. Auch eine Woche später in Indianapolis schieden sie in der ersten Runde gegen Harel Levy und Jim Thomas aus. Nachdem sie im August 2008 in Binghamton erstmals ein Challenger-Finale erreicht hatten, bekamen die Battistones in New Haven erneut eine Wildcard für ein ATP-Turnier und verloren in der ersten Runde gegen Simone Bolelli und Andreas Seppi. Im Oktober 2008 gewannen sie dann in Sacramento gegen John Isner und Rajeev Ram ihren ersten Challenger-Titel. In der Doppel-Weltrangliste wurden Brian Battistone und sein Bruder daraufhin, knapp ein Jahr nach ihrem Comeback, in den Top 200 geführt. Im Einzel konnte sich Battistone in diesem Jahr nur ein einziges Mal für das Hauptfeld eines Challenger-Turniers qualifizieren und erreichte dort die zweite Runde.
Im Jahr 2009 spielte Brian Battistone mehrere Turniere mit anderen Doppelpartnern, jedoch nicht so erfolgreich wie mit seinem Bruder. Nachdem er im Juli 2009 mit Rang 152 seine bislang beste Platzierung in der Doppel-Weltrangliste erreicht hatte, fiel er in den folgenden Monaten bis auf Rang 330 zurück. Erst im November 2009 ging der Trend wieder aufwärts, als er mit seinem Bruder zunächst ein Challenger-Viertelfinale erreichte und zwei Wochen später in Champaign seinen zweiten Challenger-Titel gewann.
2010 spielte Brian Battistone dann wieder mit anderen Partnern. Mit Ryler DeHeart erreichte er im April 2010 in Saint-Brieuc ein Challenger-Finale; einen Monat später konnten sie das Challenger-Turnier von Sarasota gewinnen. Mit Nicholas Monroe konnte Battistone im Mai 2010 in Carson einen Challenger-Titel gewinnen. Im weiteren Saisonverlauf erreichte Battistone vier weitere Challenger-Finals, zwei davon zusammen mit Andreas Siljeström. Im August 2010 folgte dann der bisherige Karrierehöhepunkt für Battistone: Im Alter von 31 Jahren gab er dank einer Wildcard bei den US Open an der Seite von Ryler DeHeart sein Grand-Slam-Debüt. Sie verloren in der ersten Runde gegen die späteren Finalisten Rohan Bopanna und Aisam-ul-Haq Qureshi. Nachdem Battistone in der folgenden Woche mit Andreas Siljeström ein weiteres Challenger-Finale erreicht hatte, zog er im September 2010 erstmals in die Top 100 der Doppel-Weltrangliste ein. Im Oktober 2010 bekamen Battistone und Siljeström für das ATP-Turnier in Stockholm eine Wildcard und konnten gegen Arnaud Clément und Julian Knowle ihren ersten ATP-Matchgewinn verzeichnen. In der zweiten Runde verloren sie gegen die späteren Turniersieger Eric Butorac und Jean-Julien Rojer. Eine Woche später in Montpellier gaben Battistone und Siljeström gegen die topgesetzten Mahesh Bhupathi und Maks Mirny kein Aufschlagspiel ab, verloren aber beide Sätze im Tie-Break. Das Jahr beendete er auf Rang 91 der Welt.
Das Jahr 2011 begann mit einigen Erstrundenniederlagen an der Seite von Siljeström u. a. in Santiago de Chile und Estoril. Auch mit anderen Partnern gewann er im gesamten Jahresverlauf nie mehr als ein Match. Dadurch fiel er bis Ende des Jahres aus den Top 400 der Doppelrangliste. Er beendete seine Karriere und spielte seitdem sporadisch Turniere. So gewann er 2015 seinen zweiten Future-Titel, die meiste Zeit ist er jedoch inaktiv.

## Besonderheiten
Gleich zwei besondere Merkmale fallen an Brian Battistones Spiel auf. Zum einen ist dies der Aufschlag, welcher eher einem Volleyball- als einem normalen Tennisaufschlag ähnelt. Battistone hält den Tennisschläger in der linken Hand und wirft den Ball mit rechts hoch, wechselt dann den Schläger in die rechte Hand, nimmt einen Schritt Anlauf und springt hoch, um den Ball am höchstmöglichen Punkt zu treffen.
Noch außergewöhnlicher als seine Aufschlagtechnik ist jedoch der Tennisschläger, den Brian Battistone und sein Bruder Dann Battistone seit ihrem Comeback im Jahr 2007 nutzen. Dieser von Lionel Burt entwickelte „The Natural“ genannte Schläger hat zwei Griffe, für jede Hand einen. Battistone kann damit sowohl beidhändige Vor- als auch Rückhände spielen, je nach Spielsituation aber auch einhändig mit der rechten oder auch mit der linken Hand den Ball schlagen. Dieser Schlägertyp wurde von der ITF genehmigt, was sich Battistone extra per Zertifikat bestätigen ließ, um kritische Gegner oder Schiedsrichter von der Legalität überzeugen zu können.

## Erfolge
| Legende (Anzahl der Siege)  |
| Grand Slam                  |
| ATP World Tour Finals       |
| ATP World Tour Masters 1000 |
| ATP World Tour 500          |
| ATP World Tour 250          |
| ATP Challenger Tour (4)     |

### Doppel

#### Turniersiege
| Nr. | Datum             | Turnier    | Belag         | Partner         | Finalgegner                        | Ergebnis          |
| --- | ----------------- | ---------- | ------------- | --------------- | ---------------------------------- | ----------------- |
| 1.  | 12. Oktober 2008  | Sacramento | Hartplatz     | Dann Battistone | John Isner Rajeev Ram              | 1:6, 6:3, [10:4]  |
| 2.  | 21. November 2009 | Champaign  | Hartplatz (i) | Dann Battistone | Treat Huey Harsh Mankad            | 7:5, 7:65         |
| 3.  | 15. Mai 2010      | Sarasota   | Sand          | Ryler DeHeart   | Gero Kretschmer Alexander Satschko | 5:7, 7:64, [10:8] |
| 4.  | 30. Mai 2010      | Carson     | Hartplatz     | Nicholas Monroe | Artem Sitak Leonardo Tavares       | 5:7, 6:3, [10:4]  |